# Нидерштатфелд
Нидерштатфелд (њем. Niederstadtfeld) општина је у њемачкој савезној држави Рајна-Палатинат. Једно је од 109 општинских средишта округа Вулканајфел. Према процјени из 2010. у општини је живјело 476 становника. Посједује регионалну шифру (AGS) 7233052.

## Географски и демографски подаци
Нидерштатфелд се налази у савезној држави Рајна-Палатинат у округу Вулканајфел. Општина се налази на надморској висини од 400 метара. Површина општине износи 9,1 km². У самом мјесту је, према процјени из 2010. године, живјело 476 становника. Просјечна густина становништва износи 52 становника/km².